# Amelia Felle

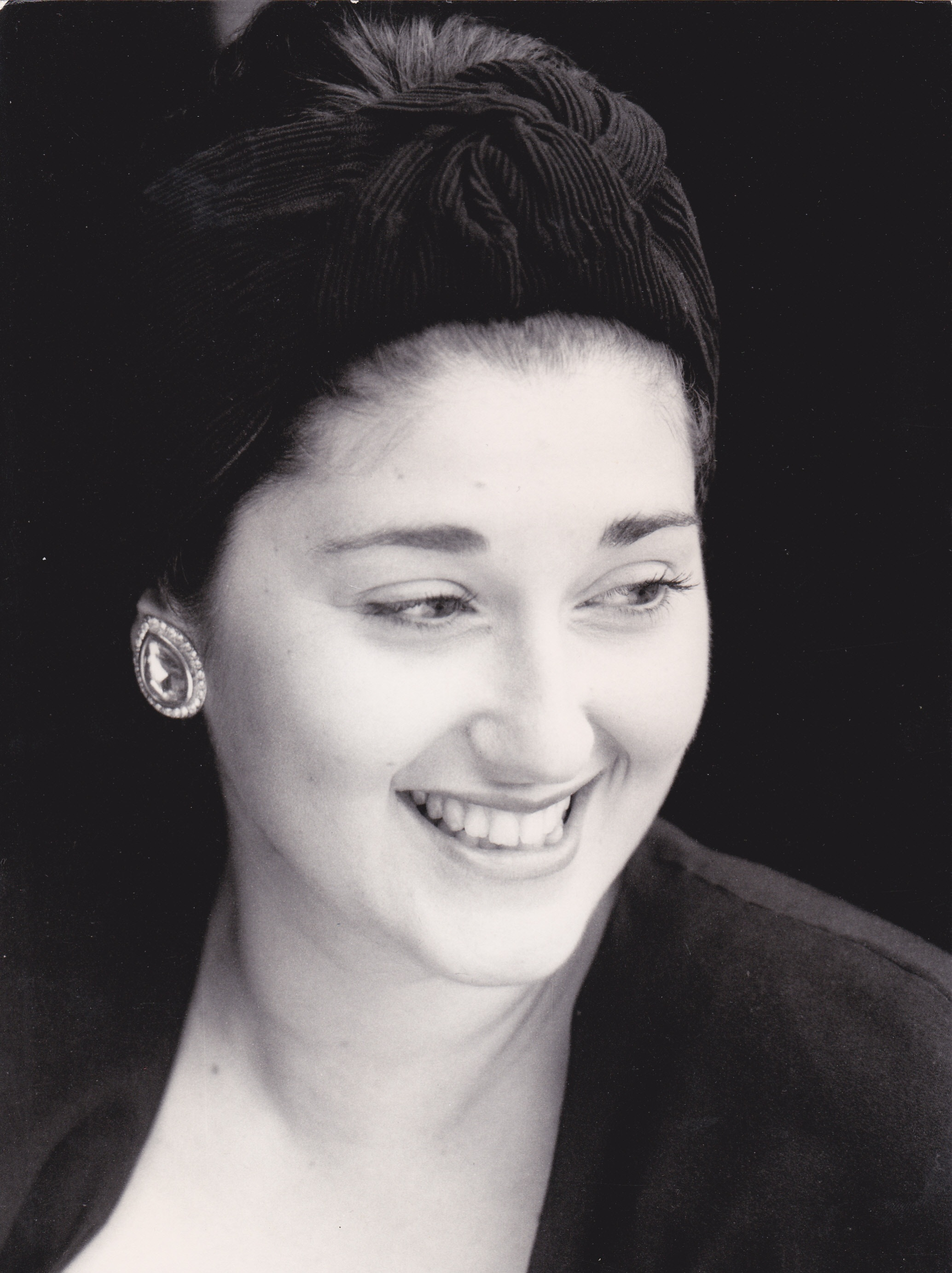
Amelia Felle. Portrait

Amelia Felle (Bari, 31 dicembre 1960) è un soprano italiana.

## Biografia
Nata a Bari, è diplomata sia in Pianoforte principale che in Canto. Contemporaneamente ha studiato Architettura.
Il suo debutto è stato a Bari nel 1981 cantando oratori di Vivaldi e Pergolesi con l’Orchestra Sinfonica della Provincia di Bari.
Operisticamente ha debuttato, dopo aver vinto il Concorso Liederistico Internazionale di Finale Ligure ed il Teatro lirico sperimentale di Spoleto, sotto la guida del soprano Maria Vittoria Romano (premio speciale al Mozarteum di Salisburgo) nei ruoli principali de L'elisir d'amore, Don Pasquale e in Le nozze di Figaro di Mozart, con la regia di Gigi Proietti.
Parallelamente alla carriera solistica e teatrale che l'ha portata nei più grandi teatri europei, ha portato avanti l’esperienza didattica, insegnando da 20 anni e più di 50 dei suoi allievi sono vincitori di premi internazionali (A.S.L.I.C.O., Spoleto, Premio delle Arti, premio Stravinsky, Romafestival, Accademia di Santa Cecilia, Premio Ottavio Ziino ed altri).
È titolare della cattedra di specializzazione in Musica vocale da camera presso il Conservatorio Santa Cecilia di Roma e tiene corsi e master class per le Università di Barcellona, Weimar, Lipsia, Dublino, Karlsruhe, Palma de Mallorca, Istanbul, Malta ecc..

## Repertorio
| Titolo                                                                              | Autore                                 |
| ----------------------------------------------------------------------------------- | -------------------------------------- |
| Magnificat                                                                          | Johann Sebastian Bach                  |
| Sieben frühe lieder                                                                 | Alban Berg                             |
| Ah! Perfido, spergiuro! Op.65                                                       | Ludwig van Beethoven                   |
| An die ferne Geliebte Op.98                                                         | Ludwig van Beethoven                   |
| Lieder per voce e pianoforte                                                        | Ludwig van Beethoven                   |
| Arie da camera                                                                      | Vincenzo Bellini                       |
| Nuits d'été Op.7                                                                    | Hector Berlioz                         |
| Piccola serenata                                                                    | Leonard Bernstein                      |
| Somewhere                                                                           | Leonard Bernstein                      |
| Liebeslieder Walzer Op.52                                                           | Johannes Brahms                        |
| Lieder per voce e pianoforte                                                        | Johannes Brahms                        |
| Stabat Mater (voce sola e orchestra)                                                | Luigi Boccherini                       |
| Udite, udite amanti                                                                 | Giulio Caccini                         |
| Trois chansons d’Alfred de Musset                                                   | Mario Castelnuovo-Tedesco              |
| Due sonetti del Petrarca                                                            | Mario Castelnuovo-Tedesco              |
| Sospiri di foco                                                                     | Francesco Cavalli                      |
| Sei canti su testo di G.Rodari                                                      | Adriano Cirillo                        |
| Poems of Emily Dickinson                                                            | Aaron Copland                          |
| Chansons de Bilitis                                                                 | Claude Debussy                         |
| Ariettes oubliées                                                                   | Claude Debussy                         |
| Cinq poèmes de Baudelaire                                                           | Claude Debussy                         |
| Siete canciones populares españolas                                                 | Manuel de Falla                        |
| Sete canti d’amore                                                                  | Ottavio Di Lillo                       |
| Liriche da camera                                                                   | Gaetano Donizetti                      |
| Danza, danza fanciulla                                                              | Durante                                |
| Cantate da camera                                                                   | Fago Nicolà "Il Tarantino" (1677-1745) |
| Chansons per voce e pianoforte                                                      | Gabriel Fauré                          |
| Andaluza, danza spagnola                                                            | Enrique Granados                       |
| Lieder per voce e pianoforte                                                        | Edvard Grieg                           |
| Schottische und Walisische Volklieder (per voce, violino, violoncello e pianoforte) | Edvard Grieg                           |
| Lieder per voce e pianoforte                                                        | Joseph Haydn                           |
| Lieder per voce e pianoforte                                                        | Franz Liszt                            |
| 2˚ SINFONIA “Ulricht”                                                               | Gustav Mahler                          |
| 4° SINFONIA “Wir geniessen die Himmlischen Freuden”                                 | Gustav Mahler                          |
| Das Knabe Wunderhorn                                                                | Gustav Mahler                          |
| I limoni (lirica di E.Montale)                                                      | Sergio Monterisi                       |
| Combattimento di Tancredi e Clorinda                                                | Claudio Monteverdi                     |
| Requiem                                                                             | Wolfgang Amadeus Mozart                |
| Konzertarien (per soprano e orchestra)                                              | Wolfgang Amadeus Mozart                |
| Lieder per voce e pianoforte                                                        | Wolfgang Amadeus Mozart                |
| Canzoni per voce e pianoforte                                                       | Fernando Obradors                      |
| Stabat Mater                                                                        | Giovanni Battista Pergolesi            |
| Le bestiaire                                                                        | Giovanni Battista Pergolesi            |
| Canzoni per voce e pianoforte                                                       | Francis Poulenc                        |
| Ninna nanna                                                                         | Giacomo Puccini                        |
| Canzoni per voce e pianoforte                                                       | Erik Satie                             |
| Stabat Mater (per soli e orchestra)                                                 | Alessandro Scarlatti                   |
| 4 Lieder Op.2                                                                       | Alessandro Scarlatti                   |
| Lieder per voce e pianoforte                                                        | Franz Schubert                         |
| Winterreise (selezione)                                                             | Franz Schubert                         |
| Die Schöne Müllerin (selezione)                                                     | Franz Schubert                         |
| Myrten (selezione) Op.25                                                            | Robert Schumann                        |
| Frauenliebe und leben Op.42                                                         | Robert Schumann                        |
| Dichterliebe Op.48                                                                  | Robert Schumann                        |
| Lieder per voce e pianoforte                                                        | Robert Schumann                        |
| Vier Letzte Lieder (Soprano e orch.)                                                | Richard Strauss                        |
| Lieder per voce e pianoforte                                                        | Richard Strauss                        |
| Pulcinella (per soli e orchestra)                                                   | Igor Stravinsky                        |
| Tu lo sai                                                                           | Giuseppe Torelli                       |
| Canzoni da camera                                                                   | Paolo Tosti                            |
| Lieder per voce e pianoforte                                                        | Hugo Wolf                              |
| Cinq Mélodies Populaires Greques                                                    | Maurice Ravel                          |
| Stabat Mater (soli e orch.)                                                         | Gioachino Rossini                      |
| Soirèes musicales, duetti…                                                          | Gioachino Rossini                      |
| Illumina tu o foco                                                                  | Nino Rota                              |
| Tre liriche su poesie di Lina Schwarz                                               | Nino Rota                              |
| Quando tu sollevi la lampada al cielo                                               | Nino Rota                              |
| Ascolta o cuore                                                                     | Nino Rota                              |
| Ninna nanna                                                                         | Nino Rota                              |
| Tre brani su testi di Rabelais (soprano e orchestra)                                | Nino Rota                              |
| Misterium (oratorio per soli e orchestra)                                           | Nino Rota                              |
| Liriche da camera                                                                   | Giuseppe Verdi                         |
| Beatus Vir                                                                          | Antonio Vivaldi                        |
| Gloria                                                                              | Antonio Vivaldi                        |
| Betus Vir                                                                           | Antonio Vivaldi                        |
| Beatus Vir                                                                          | Antonio Vivaldi                        |
| Songs of travel                                                                     | Ralph Vaughan Williams                 |

## Discografia
- Rossini: Guglielmo Tell - Orchestra del Teatro alla Scala di Milano. Muti - Zancanaro/Merrit/Studer/Felle/D'Intino/Roni, 2006 Decca Classics / ASIN: B00000E3VD
- Rossini: Il barbiere di Siviglia - Orchestra della Toscana - Hadley/Praticò/Mentzer/Hampson/Ramey/Felle/Fardilha/Utzeri/Gelmetti, 2003 Emi Classics / ASIN: B001JZE8H6
- Rossini: L'inganno felice, English Chamber Orchestra - De Carolis/Felle/Zennaro/Previati/Serraioco/, 1996 Claves / ASIN: B000009KM8
- Lorenzo Ferrero: Mare nostro - Felle/Jankovic/Rigosa/Di Segni/ Antoniozzi / Serraiocco / Visentin, 1999 Ricordi / ASIN: B00003CWKB
- Pietro Mascagni: Le maschere - Gelmetti/Felle/Gallego/La Scola/, 1988 Warner Fonit Stereo Live Rec. Bologna

## DVD & BLU-RAY
- Giovanni Battista Pergolesi: Lo frate'nnamorato. Mutti - Corbelli/Felle/Focile/D'Intino, 1992 RAI Radiotelevisione Italiana / EAN: 9788888169989
- Gioachinno Rossini: Il signor Bruschino. Gelmetti - Corbelli/Felle/Kuebler/Rinaldi, 2006 Euro Arts / ASIN: B000E0VNR